# Kabinett Thon
Das Kabinett Thon (Staatsministerium) bildete vom 15. September 1870 bis zum 1882 die von Großherzog Carl Alexander eingesetzte Landesregierung des Großherzogtums Sachsen-Weimar-Eisenach. Nach dem Tod des Vorsitzenden Christian Bernhard von Watzdorf am 15. September 1870, wurde eine neue Regierung unter Leitung des bisherigen Finanzministers Gustav Thon gebildet.
| Amt                                                                     | Name                        |
| Vorsitzender Finanzen                                                   | Gustav Thon                 |
| Großherzogliches Haus Justiz Kirchen- und Schulangelegenheiten (Kultus) | Gottfried Theodor Stichling |
| Auswärtige Angelegenheiten Inneres                                      | Rudolf Gabriel von Gross    |